# Salmos de Tomás
Los Salmos de Tomás, o más correctamente Salmos de Tom, son un conjunto de salmos judeo-cristianos del siglo II encontrados añadidos al final de un libro de salmos maniqueos en copto, que a su vez formaban parte de los textos coptos descubiertos en Medinet Madi, cerca de Fayún, en 1928. Fueron publicados en 1938 por Charles Allberry. Las versiones que pueden leerse por la red sólo comprenden 12 salmos numerados.
Los temas y el contenido de los salmos tienen un considerable parecido al Himno de la perla de los Hechos de Tomás. En 1949, Torgny Save-Soderbergh sugirió que los salmos se basaban en gran medida en textos canónicos mandeos (a pesar de que Jesús es mencionado positivamente en dos salmos). Su trabajo sobre los salmos estimaba que el mandeismo no derivaba del maniqueismo, como se creía comúnmente.
Sin embargo, todavía existe una considerable controversia en cuanto a si el Tomás o Tom mencionado podría ser el Apóstol Tomás, el discípulo del profeta Mani, también llamado Tomás, o el concepto gnóstico del gemelo divino. Esto es así porque el segundo se menciona en otras partes del libro-salmo maniqueo copto como una persona distinta al Apóstol. El enigma se ha profundizado desde entonces con la publicación del Códice Mani de Colonia en la década de 1970, que mostraba que el propio Mani salió de una secta cristiana bautizada llamada de los Elcesaitas o Elkasaitas.

## Algún extracto de los textos
I: Sobre la Luz
Padre mío, la luz alegre, la luz alegre, la gloriosa.
Padre mío, la luz alegre, la luz alegre y bendita.
Padre mío, la luz alegre, la luz alegre y honrada.
Evocó los eones de luz, los designó para el gozo de su grandeza.
Evocó los eones de paz, en los que no existe mengua ni disminución.
Evocó los eones de luz, convocó a sus hijos y los instaló en ellos.
Evocó los eones de paz, convocó a sus riquezas y los instaló en ellas.
Evocó los eones de descanso, convocó a sus ángeles y los instaló en ellos.